# جو فرای
جوزف گیبسون فرای (انگلیسی: Joseph Gibson Fry؛ زادهٔ ۲۶ اکتبر ۱۹۱۵ در چیپینگ سوبوری، وینتربورن، گلاسترشر – درگذشتهٔ ۲۹ ژوئیهٔ ۱۹۵۰ در بلندفورد کمپ، بلندفورد فورم، دورست) رانندهٔ مسابقات اتومبیل‌رانی فرمول یک اهل بریتانیا بود.

## نتایج کامل در مسابقات جهانی فرمول یک
(کلید)
| سال  | شرکت‌کننده | شاسی          | موتور         | ۱            | ۲      | ۳   | ۴     | ۵     | ۶      | ۷       | قهرمانی رانندگان | امتیاز |
| ---- | --------- | ------------- | ------------- | ------------ | ------ | --- | ----- | ----- | ------ | ------- | ---------------- | ------ |
| ۱۹۵۰ | جو فرای   | مازراتی ۴سی‌ال | مازراتی ۴-خطی | بریتانیا ۱۰* | موناکو | ۵۰۰ | سوئیس | بلژیک | فرانسه | ایتالیا | ر.ن.             | ۰      |

* نشانگر رانندگی اشتراکی با برایان شاو-تیلور